# ایگل ویستا
ایگل ویستا (Eagle Vista) خودرویی است که در سال‌های ۱۹۸۸ تا ۱۹۹۲در اوکایاما و ژاپن تولید شده‌است.
این خودرو در کلاس خودرو کامپکت کوچک قرار گرفته و است. سیستم جعبه‌دندهٔ آن ۳ دنده به دو صورت خودکار و دستی است.